# Poruba pod Vihorlatom
Poruba pod Vihorlatom é um município da Eslováquia, situado no distrito de Michalovce, na região de Košice. Tem 20,5 km² de área e sua população em 2018 foi estimada em 609 habitantes.

## Demografia
| Ano:        | 1994 | 2004   | 2014   | 2024   |
| ----------- | ---- | ------ | ------ | ------ |
| Broj ljudi: | 626  | 605    | 633    | 594    |
| Razlika:    |      | -3,35% | +4,62% | -6,16% |

| Ano:               | 2023 | 2024   |
| ------------------ | ---- | ------ |
| Número de pessoas: | 589  | 594    |
| Diferença:         |      | +0,84% |